# Alicia Steimberg
Alicia Steimberg, née le 18 juillet 1933 à Buenos Aires et morte le 16 juin 2012, est une romancière et traductrice argentine.

## Biographie
Fille de Gregorio Steimberg et Luisa Imas, tous deux originaires d'Argentine d'origine est-européenne (roumaine, ukrainienne et russe), elle naît à Buenos Aires et fait ses études à l'Instituto Nacional del Profesorado  (« Institut National Supérieur des Enseignants ») en Langues vivantes, spécialisée en anglais. Son père, enseignant, meurt quand elle a huit ans,.
Elle publie son premier roman Músicos y relojeros (« Musiciens et horlogers ») en 1971. Il est suivi par La loca 101 (« La folle 101 ») en 1973. En 1983, elle publie un recueil de nouvelles Como todas las mañanas (« Comme chaque matin »). En 1992, son roman Cuando digo Magdalena (« Quand je dis Madeleine ») remporte le Premio Planeta Biblioteca del Sur. Injecté d'une dose d'humour, son travail s'inspire de ses propres expériences de vie et de la vie quotidienne dans l'Argentine urbaine,.
Malgré un accueil favorable de la critique, Steimberg juge nécessaire de compléter ses revenus par des travaux de traduction et par l'animation d'ateliers littéraires. Elle est directrice de la section livres du Secrétariat argentin de la culture de 1995 à 1997.
Malgré son héritage juif, elle a peu d’interactions directes avec la communauté juive locale. Parfois, dans son travail, elle compare défavorablement le judaïsme au catholicisme.

## Vie privée
Elle se marie deux fois : d'abord avec Abraham Sokolowicz en 1957, puis avec Tito Svidler en 1968. Svidler meurt d'un cancer en 1990.
Steimberg meurt à Buenos Aires à l'âge de 78 ans des suites d'une crise cardiaque.
Son frère Oscar est un sémiologue réputé.

## Œuvres
- (es) Músicos y relojeros., 1971
- (es) La loca 101, 1973
- (es) Su espíritu inocente, 1981
- (es) Como todas las mañanas, 1983
- (es) El árbol del placer, 1986
- (es) Amatista, 1989
- (es) El mundo no es de polenta, 1991
- (es) Cuando digo Magdalena, 1992
- (es) Vidas y vueltas, 1999
- (es) Antología del amor apasionado, 1999Écrit avec Ana María Shua.
- (es) La selva, 2000
- (es) Una tarde de invierno un submarino, 2001
- (es) Aprender a escribir, 2004
- (es) La música de Julia, 2008

## Prix et récompenses
- 1973 : Prix Satiricón de Oro, décerné par le magazine Satiricón[6]
- 1992 : Premio Planeta Biblioteca del Sur[6]
- 2004 : Prix Konex, catégorie « Traduction »[7]